# Ciudad de cristal
Ciudad de cristal es una novela de Paul Auster publicada en 1985. Este escritor estadounidense es uno de los más prestigiosos autores de la narrativa actual. Fue galardonado con el Premio Príncipe de Asturias de las Letras en junio de 2006.
La novela Ciudad de cristal se enmarca dentro de la llamada La trilogía de Nueva York, tres libros cuya trama transcurre en dicha ciudad y unidas por ser una revisión de la novela negra y el género detectivesco: Ciudad de cristal (1985), Fantasmas (1986) y La habitación cerrada (1986).

## Trama
La trama de Ciudad de cristal se inicia con un hecho que le sucedió realmente al autor: una llamada errada en mitad de la noche de alguien que pregunta por una agencia de detectives, llamada que se repite hasta que el protagonista, Daniel Quinn, afirma ser la persona buscada y se ve involucrado en el caso. En la realidad Paul Auster nunca afirmó ser un detective, pero sí quedó prendado de las posibles consecuencias que habría tenido el haber afirmado lo contrario. 

## Estilo
El libro es, en sí mismo, un fantástico guiño a El Quijote de Cervantes, del que Paul Auster afirma ser un ferviente admirador; la novela comienza como una novela negra clásica al igual que El Quijote comienza como una novela de caballerías, para ir creando poco a poco una opresiva atmósfera y unas circunstancias adecuadas (multitud de molinos de viento que se desvanecen casi tan rápido como los de la novela cervantina) para que el personaje se vaya diluyendo en una revisión de las típicas preocupaciones del género postmoderno. Cargada de tintes surrealistas, revela las influencias de Kafka en la obra de Auster.
Una novela que sumerge al lector en la historia hasta dejarlo preso de sus múltiples juegos: un Paul Auster dentro de la historia que también es escritor pero no es Paul Auster, la coincidencia de las iniciales de Daniel Quinn con las de Don Quijote, el cambio de persona en el discurso narrativo y así de punto de vista de la narración.

## Adaptación al cómic
La novela fue adaptada al cómic por David Mazzucchelli y Paul Karasik y publicada en España por Ediciones La Cúpula en 1997, y por Anagrama en 2006.